# Microcalcarifera interclusa
Microcalcarifera interclusa là một loài bướm đêm trong họ Geometridae.